# Zacharia Kamberuka
Zacharia Kamberuka (ur. 28 grudnia 1987) – botswański lekkoatleta, sprinter.

## Osiągnięcia
| Rok  | Zawody               | Miasto | Miejsce | Konkurencja        | Czas    |
| ---- | -------------------- | ------ | ------- | ------------------ | ------- |
| 2007 | Igrzyska afrykańskie | Algier |         | Sztafeta 4 x 400 m | 3:03,16 |

Kamberuka biegł na ostatniej zmianie botswańskiej sztafety 4 x 400 metrów, która zajęła 2. miejsce (dające awans do finału) w biegu eliminacyjnym podczas halowych mistrzostw świata (Ad-Dauha 2010) uzyskując czas 3:09,60 – lepszy od halowego rekordu Afryki. Ostatecznie jednak sztafeta została zdyskwalifikowana za przekroczenie strefy zmian.
Podczas halowych mistrzostw świata (Stambuł 2012) Kamberuka ponownie biegł na ostatniej zmianie botswańskiej sztafety 4 x 400 metrów, Afrykanie zajęli ostatnie – 11. miejsce w eliminacjach, ale z wynikiem 3:13,21 ustanowili halowy rekord kraju.

## Rekordy życiowe
- bieg na 400 m – 45,71 (2010)